# Brian Johns
Brian Francis Johns (Gordonvale, 6 de maio de 1936 – Sydney, 1 de janeiro de 2016) foi um jornalista australiano. Dirigiu a Australian Broadcasting Corporation (ABC) de 1995 a 2000,